# Bursztynowy Szlak Rowerowy
Bursztynowy Szlak Rowerowy (BSR) – rowerowy szlak turystyczny należący do Wielkopolskiego Systemu Szlaków Rowerowych oznakowany kolorem zielonym. Ma swój początek w Sycowie skąd prowadzi do Przewozu. Nawiązuje on do przebiegu dawnego traktu handlowego jakim był szlak bursztynowy. Całkowity dystans szlaku to 200 km.

## Miejscowości przez które przebiega szlak
Syców  – Kobyla Góra – Ostrzeszów – Siedlików – Mikstat – Kotłów – Strzyżew – Wydarta – Ołobok – Żydów – Kalisz – Skarszew – Russów – Piątek Wielki – Stawiszyn – Bogusławice – Radzimia – Niklas – Lisiec Wielki – Krągola – Żychlin – Konin – Rudzica – Grąblin – Licheń Stary – Niedźwiady – Wąsosze – Półwiosek Stary – Ślesin – Głębockie Pierwsze – Obory – Noć – Broniszewo – Przewóz

## Galeria

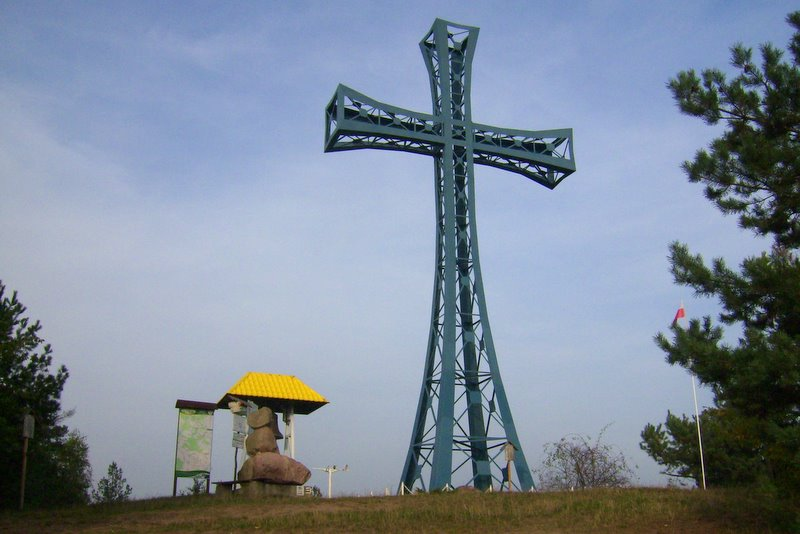
Krzyż na Kobylej Górze
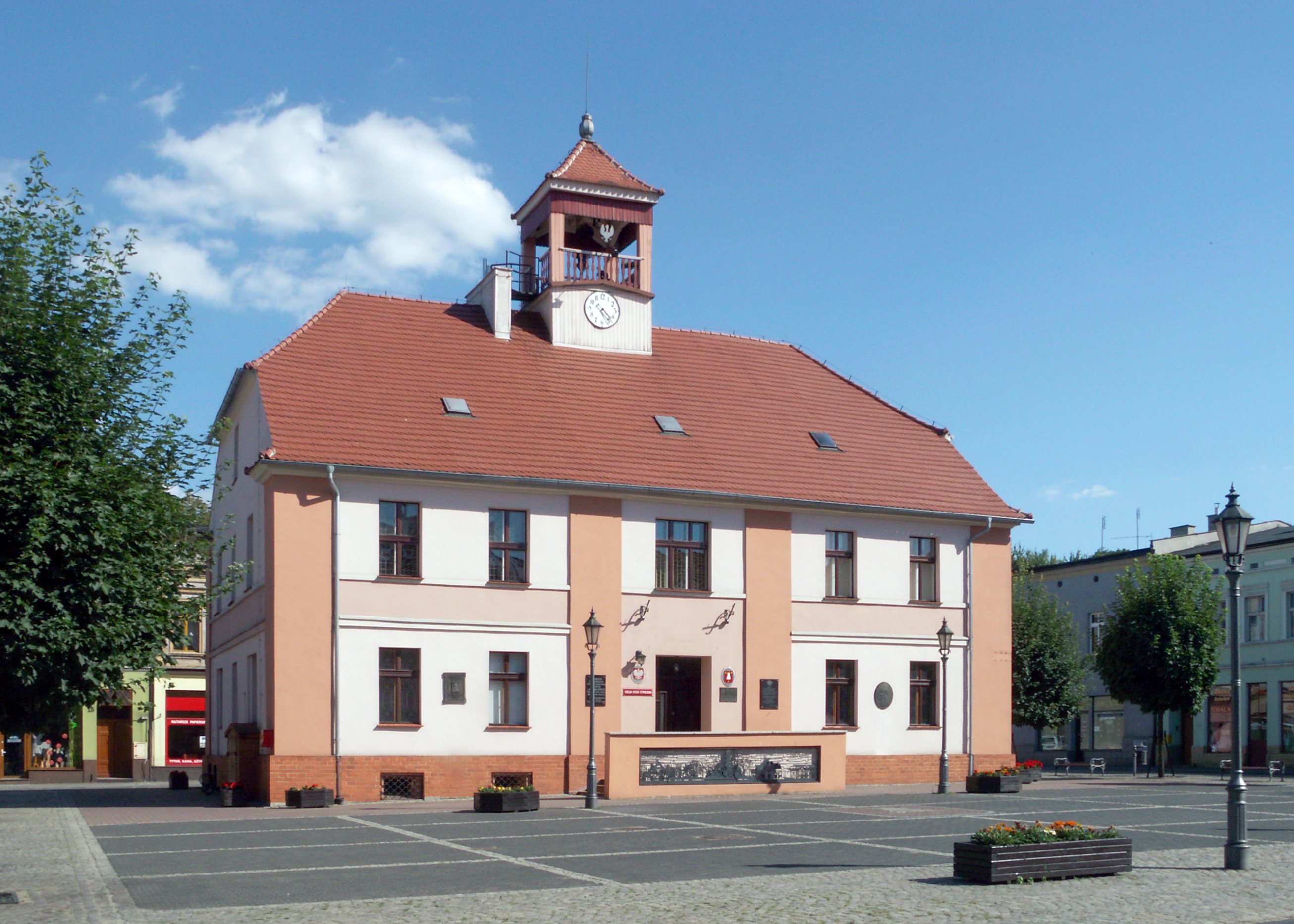
Ratusz w Ostrzeszowie
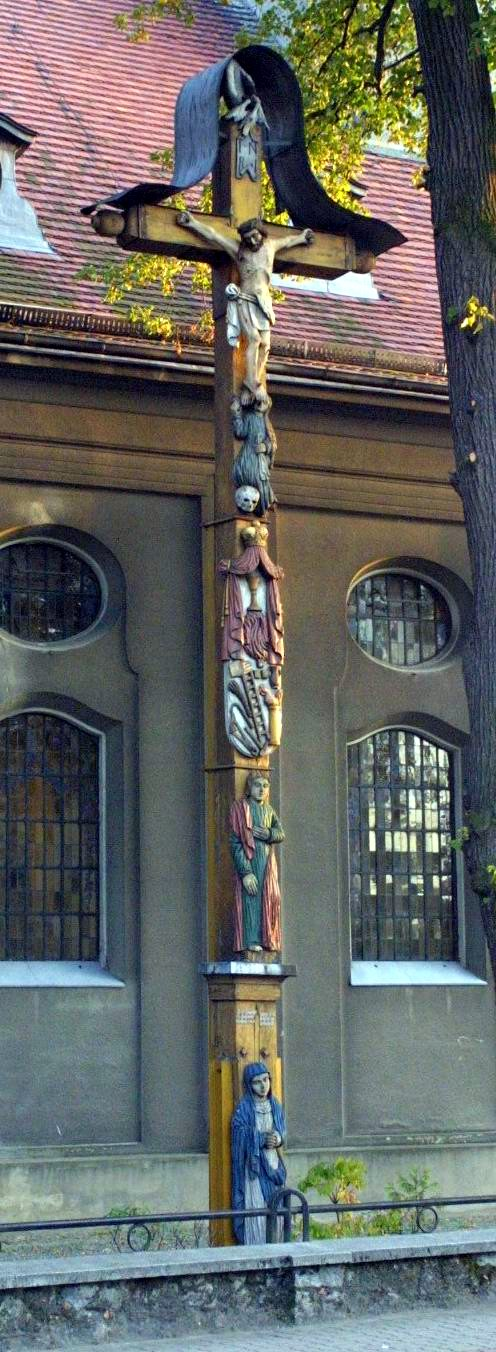
Krzyż Pawła Brylińskiego w Mikstacie
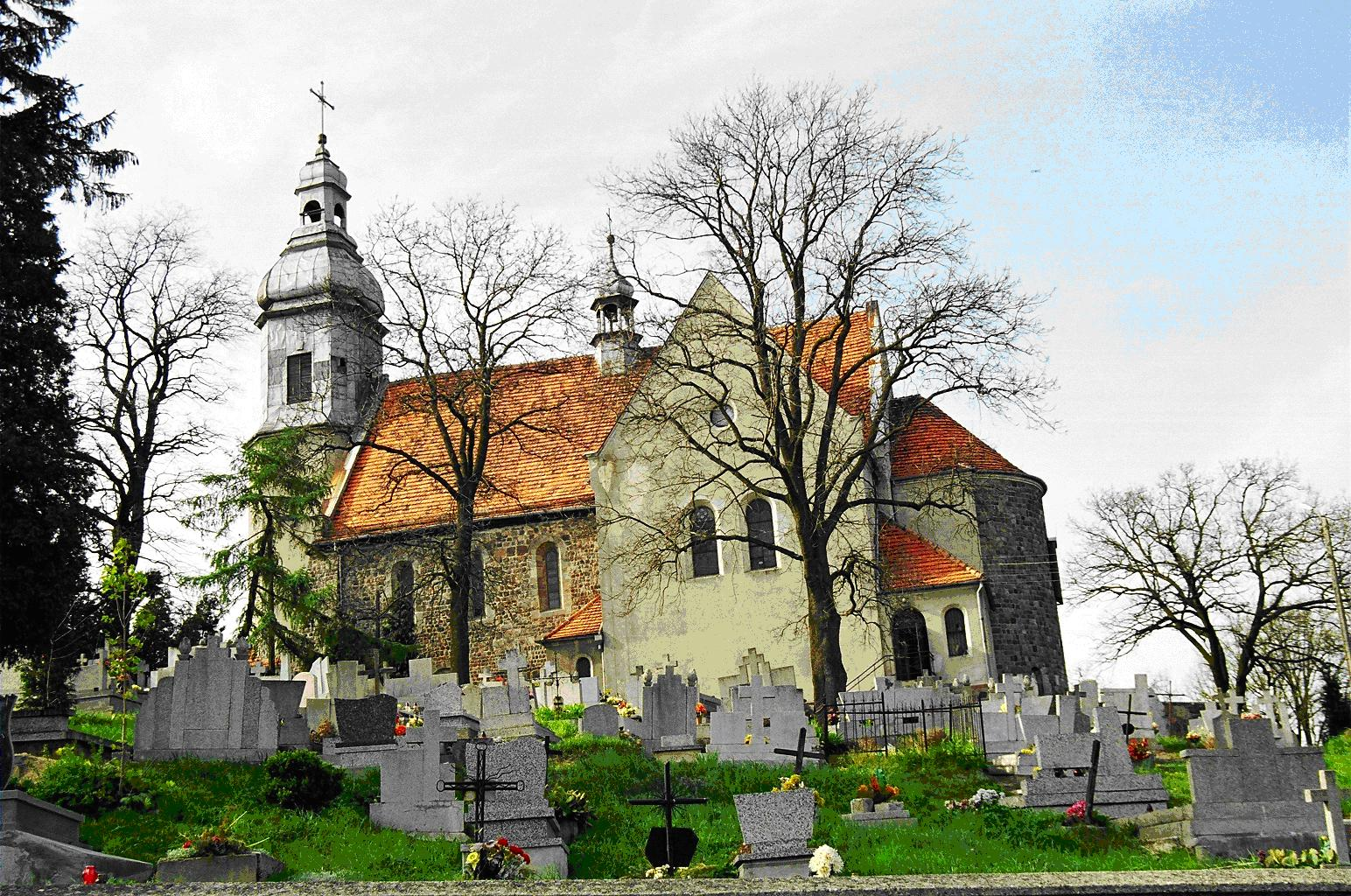
Kościół w Kotłowie
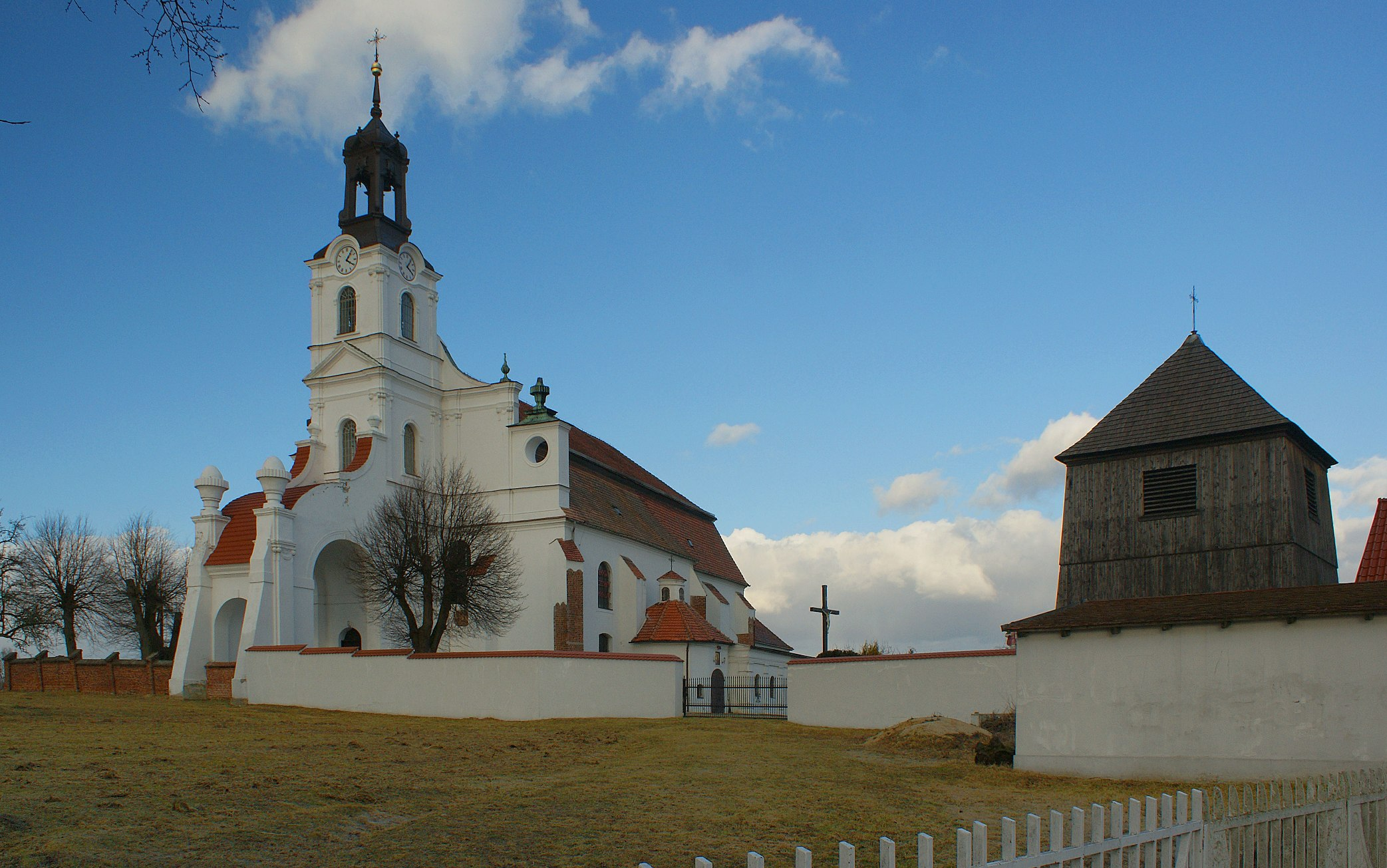
Zespół pocysterski w Ołoboku
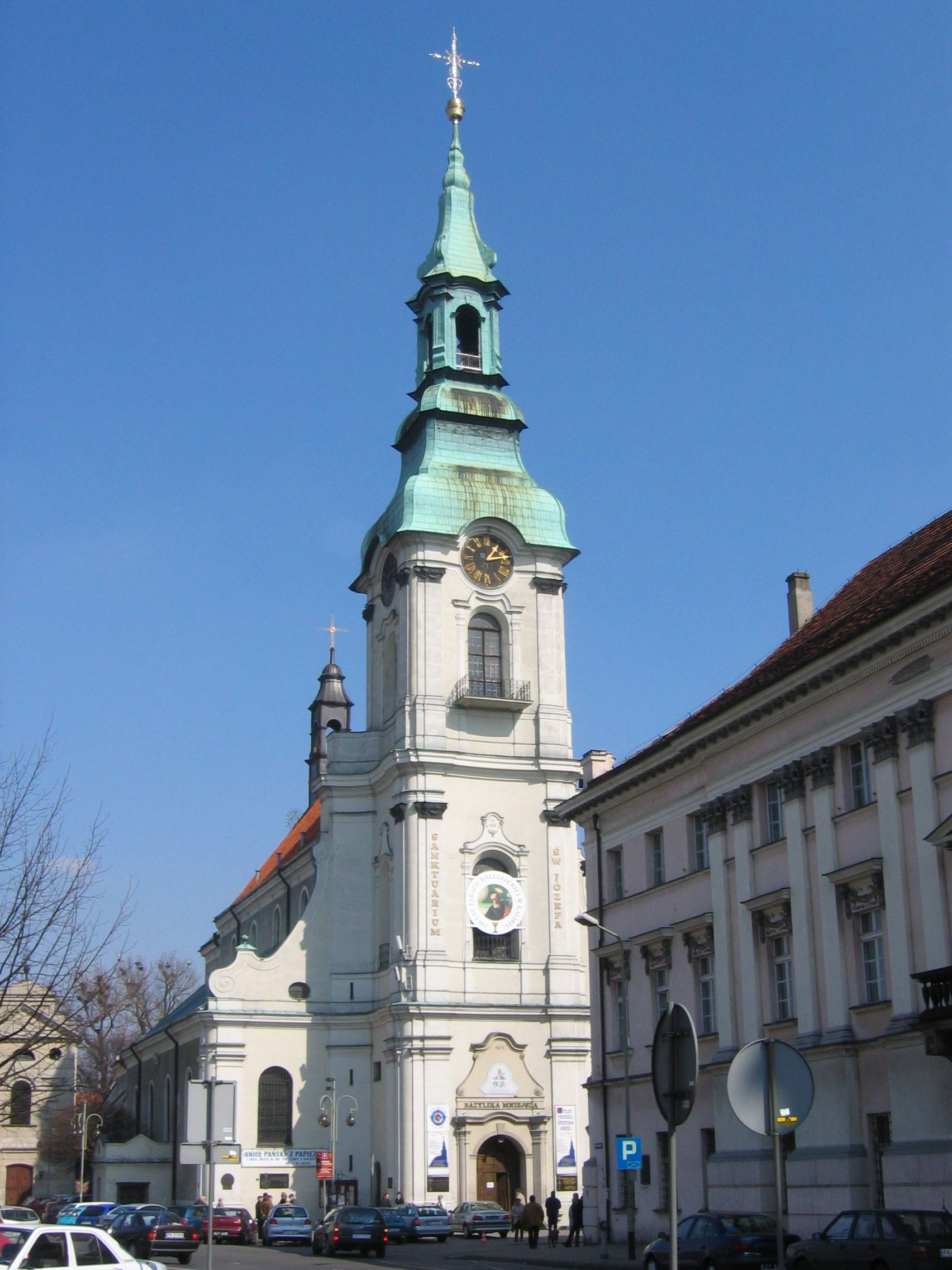
Bazylika kolegiacka Wniebowzięcia Najświętszej Maryi Panny w Kaliszu
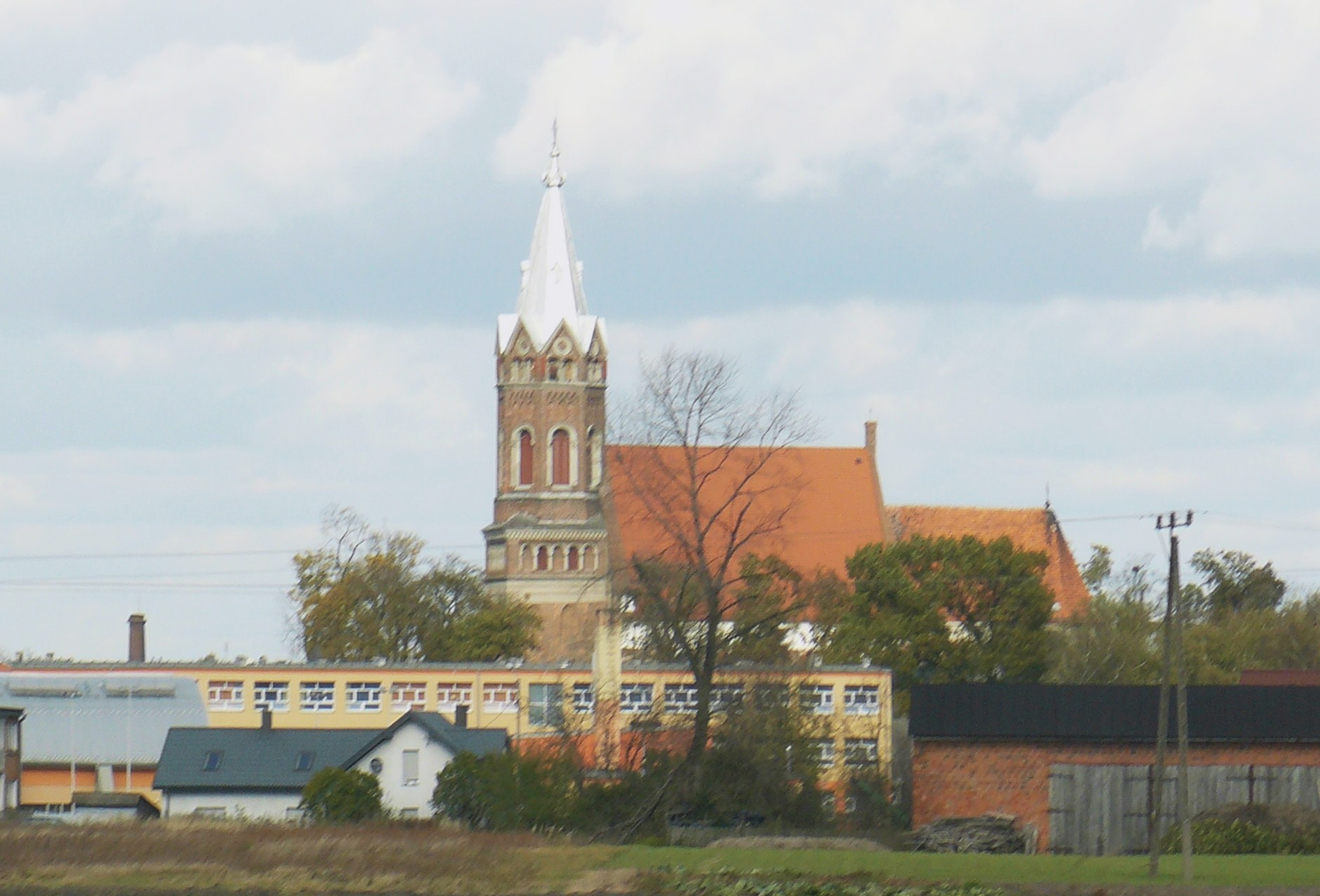
Kościół w Stawiszynie
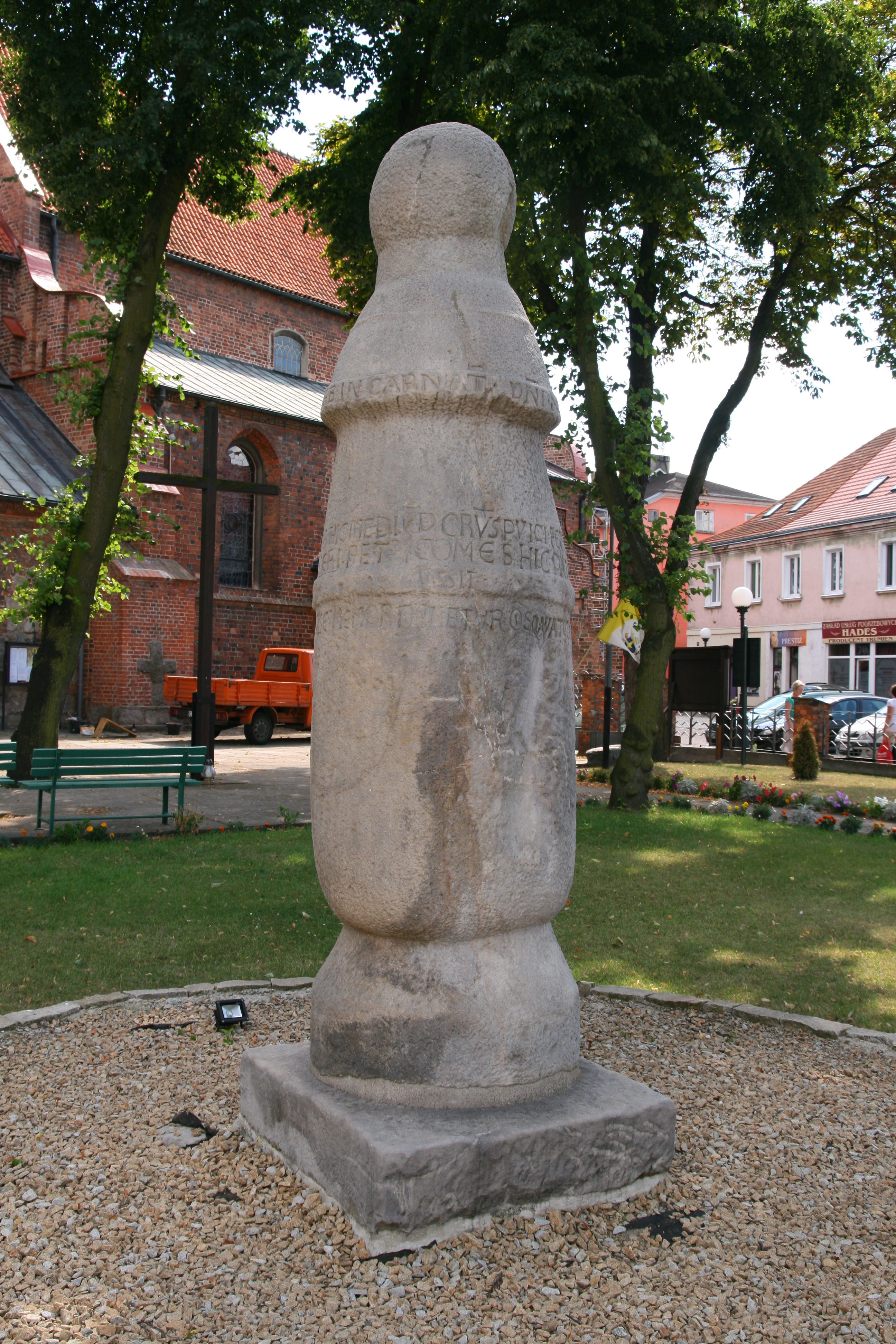
Słup drogowy w Koninie
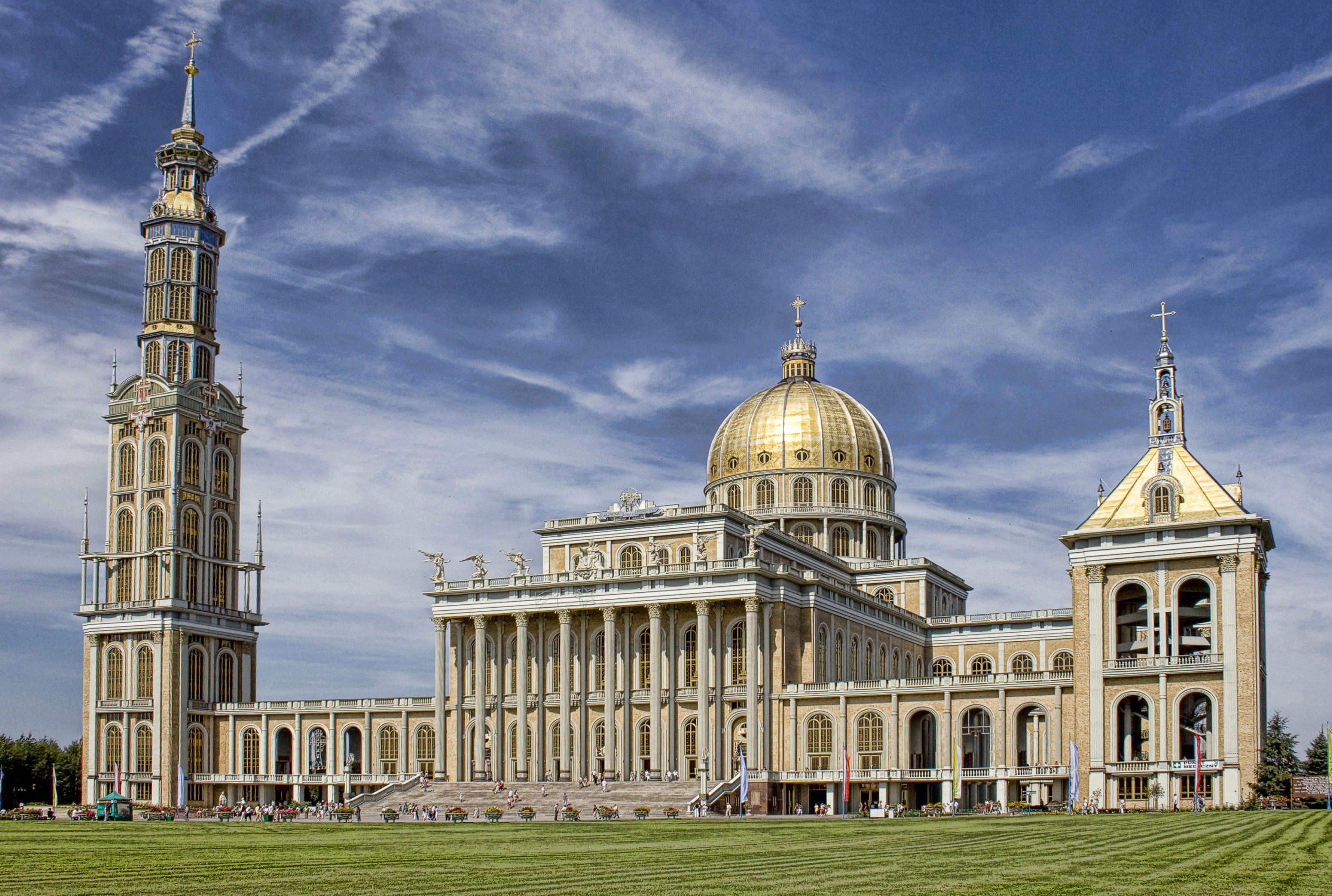
Bazylika Matki Bożej Bolesnej Królowej Polski w Licheniu Starym
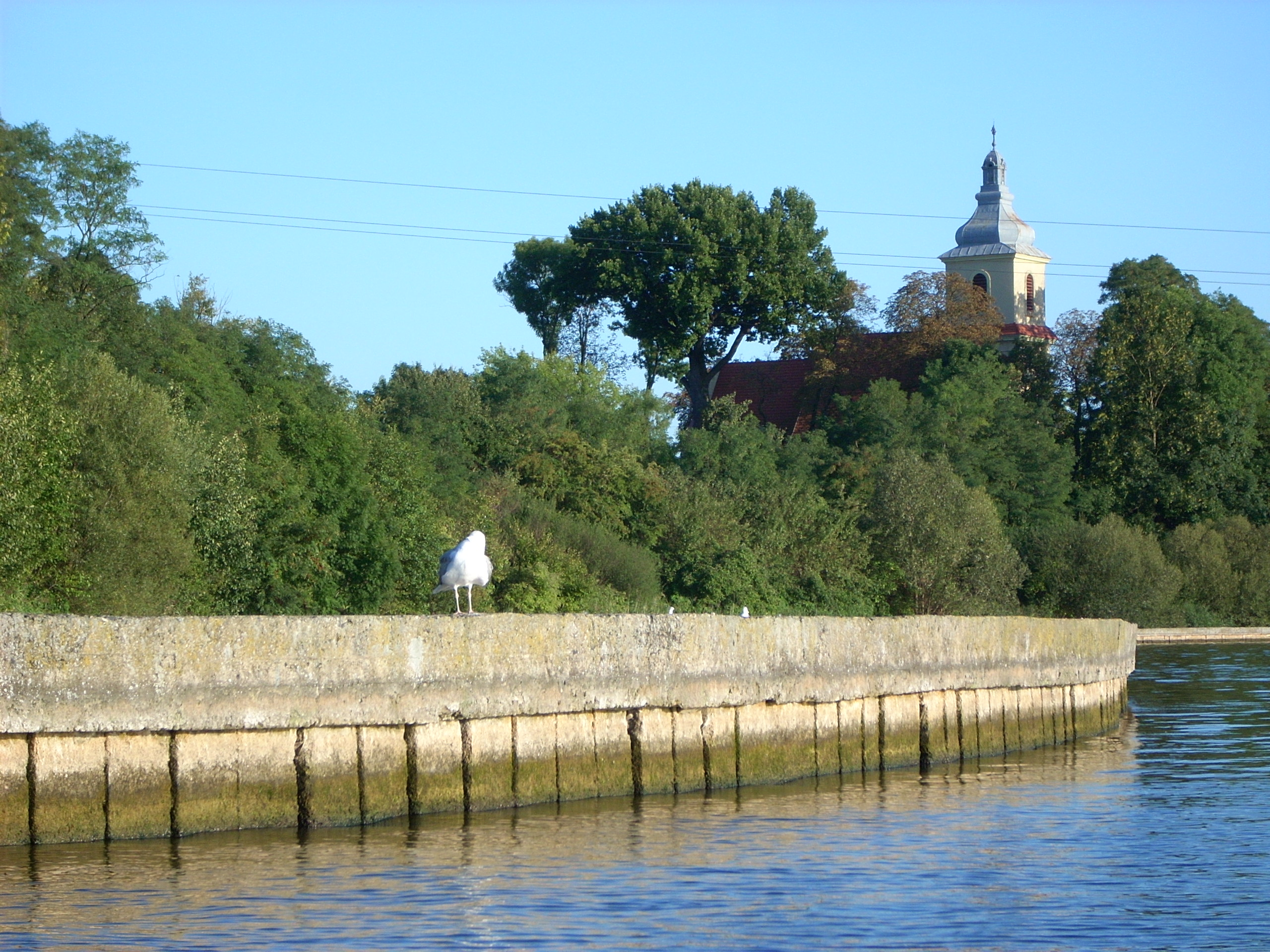
Kościół w Wąsoszu
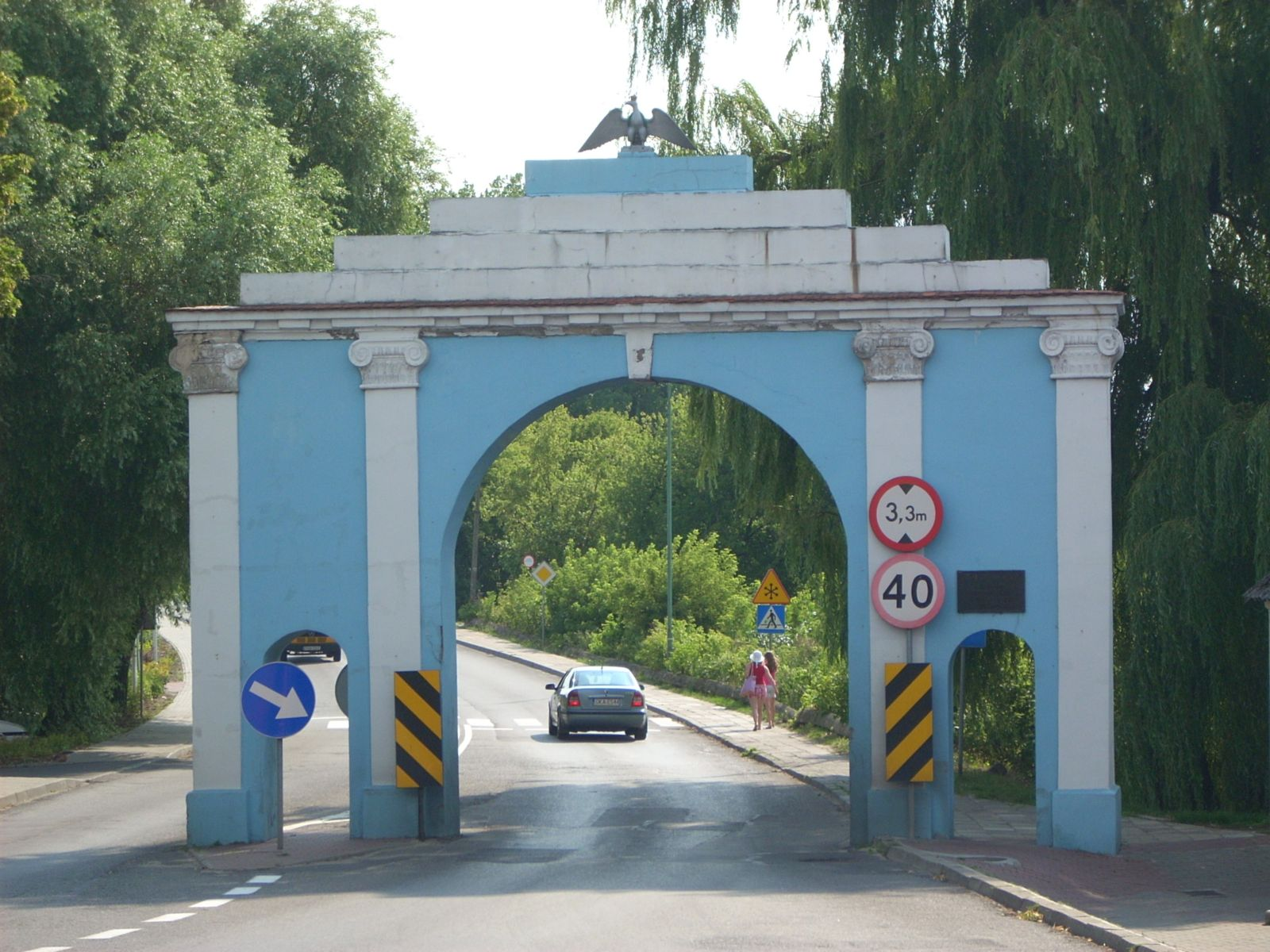
Łuk Napoleona w Ślesinie